# Giordania ai Giochi della XXXI Olimpiade
La Giordania ha partecipato ai Giochi della XXXI Olimpiade svoltisi dal 5 al 21 agosto 2016 a Rio de Janeiro.  È stata la 10ª partecipazione consecutiva dei suoi atleti ai giochi olimpici estivi dal debutto all'edizione di Mosca 1980.
Il taekwondoka Ahmad Abughaush ha vinto la prima medaglia della storia olimpica della Giordania, senza considerare la medaglia di bronzo del taekwondo vinta nel 1988, in quanto in tale edizione il taekwondo era sport dimostrativo.

## Medaglie
| Medaglia | Name             | Sport     | Evento       | Data      |
| -------- | ---------------- | --------- | ------------ | --------- |
| Oro      | Ahmad Abu-Ghaush | Taekwondo | Uomini 68 kg | 18 agosto |

## Risultati

### Atletica leggera
| Atleta            | Evento   | Finale    | Finale    |
| Atleta            | Evento   | Risultato | Posizione |
| ----------------- | -------- | --------- | --------- |
| Methkal Abu Drais | Maratona | 2:46:18   | 140       |

### Pugilato
| Atleta          | Evento            | Sedicesimi                | Ottavi               | Quarti               | Semifinale           | Finale               | Finale          |
| Atleta          | Evento            | Avversario Risultato      | Avversario Risultato | Avversario Risultato | Avversario Risultato | Avversario Risultato | Posizione       |
| --------------- | ----------------- | ------------------------- | -------------------- | -------------------- | -------------------- | -------------------- | --------------- |
| Obada Al-Kasbeh | Pesi superleggeri | Biyarslanov (CAN) · P 0–3 | non qualificato      | non qualificato      | non qualificato      | non qualificato      | non qualificato |
| Hussein Ishaish | Pesi supermassimi | Nistor (ROU) · V 2–1      | Yoka (FRA) · P 0–3   | non qualificato      | non qualificato      | non qualificato      |                 |

### Judo
| Atleta         | Evento       | Trentaduesimi             | Sedicesimi           | Ottavi               | Quarti               | Semifinale           | Ripescaggio          | Finale               | Finale          |
| Atleta         | Evento       | Avversario Risultato      | Avversario Risultato | Avversario Risultato | Avversario Risultato | Avversario Risultato | Avversario Risultato | Avversario Risultato | Posizione       |
| -------------- | ------------ | ------------------------- | -------------------- | -------------------- | -------------------- | -------------------- | -------------------- | -------------------- | --------------- |
| Ibrahim Khalaf | Men's −90 kg | Briceño (CHI) · P 000–011 | non qualificato      | non qualificato      | non qualificato      | non qualificato      | non qualificato      | non qualificato      | non qualificato |

### Nuoto
| Atleta        | Evento          | Batterie | Batterie  | Semifinale      | Semifinale      | Finale          | Finale          |
| Atleta        | Evento          | Tempo    | Posizione | Tempo           | Posizione       | Tempo           | Posizione       |
| ------------- | --------------- | -------- | --------- | --------------- | --------------- | --------------- | --------------- |
| Khader Baqlah | 200 m SL uomini | 1:48.42  | 31°       | non qualificato | non qualificato | non qualificato | non qualificato |
| Talita Baqlah | 50 m SL donne   | 26.48    | 51ª       | non qualificata | non qualificata | non qualificata | non qualificata |

### Taekwondo
| Atleta           | Evento        | Ottavi               | Quarti                 | Semifinale              | Ripescaggio              | Finale               | Finale    |
| Atleta           | Evento        | Avversario Risultato | Avversario Risultato   | Avversario Risultato    | Avversario Risultato     | Avversario Risultato | Posizione |
| ---------------- | ------------- | -------------------- | ---------------------- | ----------------------- | ------------------------ | -------------------- | --------- |
| Ahmad Abu-Ghaush | Uomini −68 kg | Zaki (EGY) · W 9–1   | Lee D-h (KOR) · W 11–8 | González (ESP) · W 12–7 | Denisenko (RUS) · W 10–6 | 01 !                 |           |

### Triathlon
| Atleta          | Evento      | Nuoto (1.5 km) | Trans 1 | Ciclismo (40 km) | Trans 2 | Corsa (10 km) | Tempo totale | Posizione |
| --------------- | ----------- | -------------- | ------- | ---------------- | ------- | ------------- | ------------ | --------- |
| Lawrence Fanous | Individuale | 18:16          | 0:48    | 59:34            | 0:40    | 35:47         | 1:55.05      | 46°       |